# 灰额刺尾鱼
灰额刺尾鱼（学名：Acanthurus glaucopareius）为刺尾鱼科刺尾鱼属的鱼类。分布于印度尼西亚、菲律宾至太平洋中部夏威夷和波利尼西亚、南至澳大利亚东北、北到日本南部、台湾岛以及西沙群岛等。

## 扩展阅读
維基物種上的相關：灰额刺尾鱼